# Saison 2015-2016 du Montpellier Hérault Sport Club (féminines)
Maillots
Chronologie
Saison précédente Saison suivante
La saison 2015-2016 de la section féminine du Montpellier Hérault Sport Club est la dix-neuvième saison consécutive du club héraultais en première division du championnat de France et la vingt-troisième saison du club à ce niveau depuis 1985.
Jean-Louis Saez est à la tête du staff montpelliérain lors de cette nouvelle saison qui fait suite à plusieurs saisons aux avant-postes pour le club, sans pour autant parvenir à décrocher un titre national. Les objectifs pour cette saison sont donc identiques à ceux des saisons précédentes, les dirigeants espérant au moins une qualification européenne qui échappe aux pailladines depuis cinq saisons. Malheureusement, après un début de saison plus qu'encourageant, puisque les montpelliéraines ont tenu la distance face à l'Olympique lyonnais jusqu'à la mi-saison, elles ont ensuite céder face à des équipes moins bien placés les rétrogradant à la troisième place, à quelques points seulement de leur objectif.
Le Montpellier HSC évolue également au cours de la saison en Coupe de France et rate son quatrième titre dans la compétition en s'inclinant deux buts à un face à l'Olympique lyonnais.

## Avant saison

### Transferts
Les dirigeants pailladins se montrent actifs dès le début du mercato et recrutent trois joueuses pour pallier notamment les départs de Claire Lavogez qui signe à l'Olympique lyonnais, de Meryll Wenger qui rejoint le FC Metz et de Iryna Zvarych. Il s'agit de deux internationales espoirs des moins de 19 ans, Marion Romanelli qui jouait à l'ASPTT Albi et Marie-Charlotte Léger qui jouait au FC Metz et aussi de l'internationale espagnole Virginia Torrecilla qui arrive du FC Barcelone. Fin juin, les dirigeants pailladins frappent un gros coup sur le marché des transferts en faisant signer la jeune internationale brésilienne de 20 ans, Andressa Alves da Silva qui compte déjà 39 sélections et 10 buts avec sa sélection. Fin juillet, le club annonce le retour de Laura Agard en provenance du Toulouse FC ainsi que le départ de Marina Makanza au FFC Turbine Potsdam et le prêt de Lindsey Thomas au FC Bâle.
Lors de la trêve hivernale, les dirigeants montpelliérains assument leurs ambition en recrutant l'internationale néerlandaise Anouk Dekker en provenance du FC Twente.

### Préparation d'avant-saison
Les montpelliéraine jouent leur premier match de préparation le 7 août à Carcassonne, face à l'ASPTT Albi.

## Compétitions

### Championnat

#### Phase aller - Journée 1 à 11
La saison démarre sur de bonne base pour les filles de Jean-Louis Saez en s'imposant facilement lors de l'ouverture de la saison face au FF Nîmes MG sur le score de sept buts à zéro avec un triplé de Valérie Gauvin, avant d'enchainer pour leur premier match à domicile contre l'EA Guingamp sur le score de trois buts à zéro et d'aller tenir en échec sur sa pelouse le Paris Saint-Germain pour le premier choc de la saison. Lors de la journée suivante, les pailladines s'imposent sur la plus petite des marges face à l'AS Saint-Étienne grâce à Linda Sembrant, puis enchaînent facilement face à l'ESOFV La Roche-sur-Yon sur le score de deux buts à zéro, puis face à l'ASPTT Albi, trois buts à zéro. Lors du choc de la 7e journée, les filles de Jean-Louis Saez assument leur statut de dauphine de l'Olympique lyonnais en s'imposant sur la pelouse du FCF Juvisy sur le score de deux buts à un, puis confirme lors de la journée suivante en écrasant le Rodez AF quatre buts à zéro, l'ASJ Soyaux lors de la neuvième journée sur le score de six buts à zéro et la VGA Saint-Maur lors de la journée suivante sur le score de cinq buts à zéro. La dernière journée des matchs aller voit se jouer un choc au somment entre les pailladines et l'Olympique lyonnais qui se termine sur le score nul et vierge de zéro à zéro, les montpelliéraines étant les premières à ne pas perdre contre les lyonnaises cette saison.

#### Phase retour - Journée 12 à 22
Lors de la première journée des matchs retour, les filles de Jean-Louis Saez s'imposent dans la douleur face au FF Nîmes MG pourtant bon dernier du championnat en ne marquant qu'un seul but, puis décrochent un précieux succès sur la pelouse de l'EA Guingamp deux buts à un. Lors de quatorzième journée, les pailladines s'inclinent de justesse face au Paris Saint-Germain sur le score de deux buts à un, laissant ainsi la seconde place à leur adversaire du jour compliquant par ailleurs la qualification pour la Ligue des champions. Les montpelliéraines ne profite pas la journée suivante du faux pas de leurs principales adversaires pour le titre en laissant filer des points face à l'AS Saint-Étienne, un but partout. Elles se ressaisissent néanmoins dès la journée suivante face à l'ESOFV La Roche-sur-Yon en s'imposant deux buts à zéro, mais réalisent une contre-performance lors de la 17e journée en s'inclinant sur la pelouse de l'ASPTT Albi deux buts à un, rendant le match de la journée suivante face au FCF Juvisy décisif pour l'attribution de la troisième place du championnat. Mais les filles de Jean-Louis Saez sont sur une pente glissante et vont d'incliner à domicile trois buts à un laissant leur place sur le podium à leur adversaire du jour scellant ainsi la fin du championnat qui a désormais peu d'intérêt pour les montpelliéraines. Les héraultaises réagissent néanmoins de la meilleure des manières lors de la journée suivante en s'imposant chez le 5e, le Rodez AF, relançant ainsi sa fin de saison avec principalement en vue une qualification pour la finale de la Coupe de France, qu'elles obtiennent quelques jours plus tard. Les 20e et 21e journée sont un parcours de santé pour les coéquipières de Laetitia Tonazzi, auteure d'un triplé, contre l'ASJ Soyaux étrillé sept but à zéro puis contre la VGA Saint-Maur battu tout aussi facilement cinq buts à zéro avant la double confrontations avec l'Olympique lyonnais. Pour le dernier match de la saison, les pailladines font l'essentiel, assurant leur troisième place en allant chercher un bon match nul (1-1) sur la pelouse du champion.

### Classement final et statistiques
Le Montpellier HSC termine le championnat à la troisième place avec 15 victoires, 4 matchs nuls et 3 défaites. Une victoire rapportant quatre points, un match nul deux points et une défaite un point, le MHSC totalise 71 points soit onze points de moins que le club sacré champion, l'Olympique lyonnais. Les Montpelliéraines possèdent la troisième meilleure attaque du championnat et la deuxième défense.
L'Olympique lyonnais est qualifié pour la phase finale de la Ligue des Champions 2016-2017 ainsi que le Paris SG qui occupe la deuxième place. Les trois clubs relégués en Division 2 sont l'ESOFV La Roche-sur-Yon, le FF Nîmes Métropole Gard et le VGA Saint-Maur après un an au plus haut niveau.
| Rang | Équipe                 | Pts | J  | G  | N | P  | Bp  | Bc | Diff |
| ---- | ---------------------- | --- | -- | -- | - | -- | --- | -- | ---- |
| 1    | Olympique lyonnais T C | 82  | 22 | 19 | 3 | 0  | 115 | 4  | +111 |
| 2    | Paris SG               | 79  | 22 | 18 | 3 | 1  | 75  | 13 | +62  |
| 3    | Montpellier HSC        | 71  | 22 | 15 | 4 | 3  | 58  | 11 | +47  |
| 4    | FCF Juvisy             | 70  | 22 | 15 | 3 | 4  | 49  | 19 | +30  |
| 5    | Rodez AF               | 52  | 22 | 9  | 3 | 10 | 33  | 47 | -14  |
| 6    | AS Saint-Étienne       | 51  | 22 | 8  | 5 | 9  | 31  | 38 | -7   |

- Phase finale de la Ligue des Champions 2016-2017

### Coupe de France
La coupe de France 2015-2016 est la 15e édition de la coupe de France, une compétition à élimination directe mettant aux prises les clubs de football à travers la France métropolitaine et les DOM-TOM. Elle est organisée par la FFF et ses ligues régionales.
Lors des 1/32e de finale, les pailladines affrontent une équipe de seconde division, l'AS Véore-Montoison et s'imposent sur le score de douze buts à zéro avec notamment un quadruplé de Marie-Charlotte Léger et un triplé de Laëtitia Tonazzi. Les filles de Jean-Louis Saez continue sur leur lancer lors du tour suivant en écrasant le Toulouse FC sur le score de cinq buts à un, grâce encore à un triplé de Marie-Charlotte Léger, puis le FC Vendenheim sur le score de trois buts à zéro. Lors des quarts de finale, les pailladines accueillent la VGA Saint-Maur et s'imposent dans la difficulté sur le score de trois buts à un et retrouvent en demi-finale une autre équipe francilienne, le Paris Saint-Germain. Dans ce choc au sommet, les montpelliéraines se montrent à la hauteur menant deux buts à zéro avant de voir revenir les parisiennes en fin de match. C'est finalement Solène Durand qui sauve les siennes lors de la séance des tirs au but en stoppant la frappe de l'ancienne pailladine Marie-Laure Delie. Les montpelliéraines sont revancharde lors de la finale de la compétition face à l'Ol. lyonnais, mais elles vont céder comme la saison précédente après avoir ouvert le score par Andressa, avant de s'incliner deux buts à un laissant le titre aller une nouvelle fois à l'ogre lyonnais.

### Matchs officiels de la saison
Le tableau ci-dessous retrace les rencontres officielles jouées par le Montpellier HSC durant la saison. Les buteurs sont accompagnés d'une indication sur la minute de jeu où est marqué le but et, pour certaines réalisations, sur sa nature (penalty ou contre son camp).
| Compétition     | Débute au tour | Place ou tour final | Matches joués | Gagnés | Nuls | Perdus | Buts pour | Buts contre | Différence |
| Division 1      | -              | 3e                  | 22            | 15     | 4    | 3      | 58        | 11          | +47        |
| Coupe de France | 1/32 de finale | Finale              | 6             | 4      | 1    | 1      | 26        | 6           | +20        |
| Total           | -              | -                   | 28            | 19     | 5    | 4      | 84        | 17          | +67        |

## Joueurs et encadrement technique

### Encadrement technique
L'équipe est entraînée par Jean-Louis Saez, un entraîneur de 47 ans, en poste depuis l'été 2013 et ancien joueur du club dans les années 1980. Il a fait ses armes à l'AC Arles-Avignon où il a entraîné l’équipe première de 1992 à 2005, avant de s'occuper des jeunes du MHSC (-15 ans) et du Nîmes Olympique (-19 ans), pour retrouver l'AC Arles-Avignon en équipe réserve, puis en Ligue 1 le temps d’un intérim.

### Statistiques individuelles
| Joueuse                 | Total |
| Andressa Alves da Silva | 6     |
| Sofia Jakobsson         | 6     |
| Linda Sembrant          | 3     |
| Sakina Karchaoui        | 3     |
| Viviane Asseyi          | 2     |
| Sandie Toletti          | 2     |
| Marie-Charlotte Léger   | 1     |
| Laetitia Tonazzi        | 1     |
| Virginia Torrecilla     | 1     |
| Marion Torrent          | 1     |

| Joueuse                 | Total |
| Marie-Charlotte Léger   | 19    |
| Laetitia Tonazzi        | 13    |
| Andressa Alves da Silva | 10    |
| Sofia Jakobsson         | 10    |
| Valérie Gauvin          | 8     |
| Viviane Asseyi          | 6     |
| Linda Sembrant          | 5     |
| Sakina Karchaoui        | 2     |
| Anouk Dekker            | 2     |
| Kelly Gadea             | 2     |
| Laura Agard             | 2     |
| Sandie Toletti          | 1     |
| Virginia Torrecilla     | 1     |
| Manon Uffren            | 1     |
| Rumi Utsugi             | 1     |

### Joueuses en sélection nationale
Six joueuses de l'effectif du Montpellier HSC ont déjà connus les honneurs d'être appelées en équipe de France. Cependant sur les six, seulement Laëtitia Tonazzi est appelée régulièrement chez les bleues.
Six autres joueuses sont également internationales, Rumi Utsugi avec l'équipe du Japon, sacrée championne du monde en 2011, les deux suédoises, Linda Sembrant et Sofia Jakobsson, Virginia Torrecilla avec l'équipe d'Espagne, Andressa Alves da Silva internationale brésilienne et Anouk Dekker internationale hollandaise.

## Affluence et télévision

### Affluence
Affluence du MHSC à domicile

### Retransmission télévisée
Profitant de la médiatisation de la Coupe du monde, la FFF avait lancé le lundi 11 juillet 2012 l’appel d’offre pour les droits TV du championnat de France. Ces derniers ont été remportés par France Télévision en duo avec la chaine Eurosport pour un contrat s'élevant à 110 000 euros.

## Équipe réserve et équipes de jeunes
Le club héraultais possède une équipe des moins de 19 ans qui participe au Challenge National Féminin U19. 
| Rang | Équipe                  | Pts | J | G | N | P | Bp | Bc | Diff |
| ---- | ----------------------- | --- | - | - | - | - | -- | -- | ---- |
| 1    | Montpellier HSC         | 32  | 8 | 8 | 0 | 0 | 44 | 3  | +41  |
| 2    | Olympique de Marseille  | 22  | 8 | 4 | 2 | 2 | 17 | 5  | +12  |
| 3    | FF Nîmes Métropole Gard | 14  | 8 | 1 | 3 | 4 | 4  | 18 | -14  |
| 4    | AS Véore-Montoison      | 13  | 8 | 0 | 5 | 3 | 5  | 16 | -11  |

| Rang | Équipe                 | Pts | J  | G | N | P | Bp | Bc | Diff |
| ---- | ---------------------- | --- | -- | - | - | - | -- | -- | ---- |
| 1    | Olympique lyonnais     | 36  | 10 | 8 | 2 | 0 | 36 | 5  | +31  |
| 2    | Montpellier HSC        | 30  | 10 | 6 | 2 | 2 | 23 | 5  | +18  |
| 3    | AS Saint-Étienne       | 23  | 10 | 4 | 1 | 5 | 9  | 15 | -6   |
| 4    | Olympique de Marseille | 21  | 10 | 3 | 2 | 5 | 13 | 18 | -5   |
| 5    | FC Vendenheim          | 19  | 9  | 3 | 1 | 5 | 11 | 20 | -9   |